# Nowiec, Condado de Sztum
Nowiec [ˈnɔvjɛt͡s] (en alemán: Neuhöferfelde) es un pueblo ubicado en el distrito administrativo de Gmina Dzierzgoń, dentro del Condado de Sztum, Voivodato de Pomerania, en Polonia del norte. Se encuentra aproximadamente a 4 kilómetros al norte de Dzierzgoń, a 23 kilómetros al este de Sztum, y a 67 kilómetros al sureste de la capital regional Gdansk.
Antes de 1945, el área fue parte de Alemania. Para la historia de la región, vea Historia de Pomerania.